# Тёмная ночь души
Тёмная ночь души (исп. La noche oscura del alma) — поэма, написанная в 16 веке испанским мистиком и поэтом Св. Иоанном Креста. Сам автор не озаглавил текст работы и дал только два комментария — Восхождение на гору Кармель (Subida del Monte Carmelo) и Тёмная ночь (Noche Oscura).

## Поэма и трактат Иоанна Креста

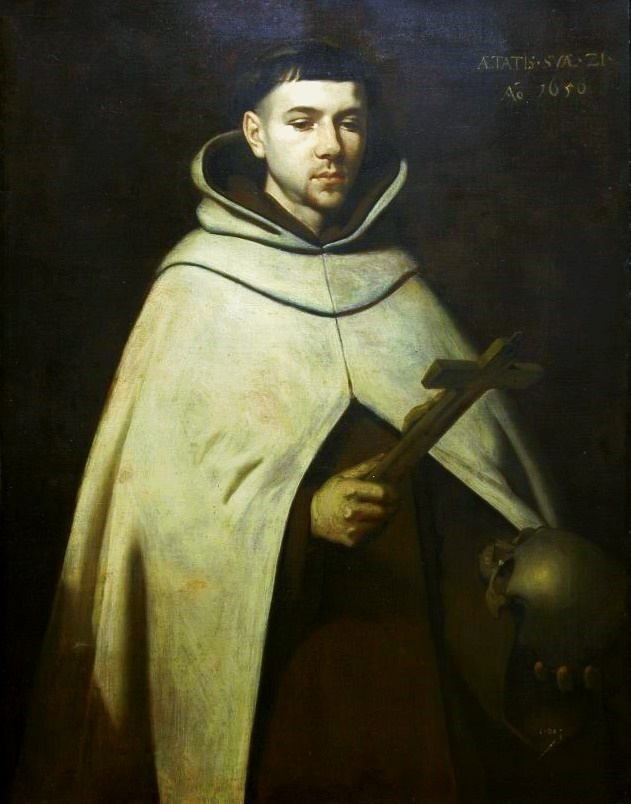
Святой Иоанн Креста

Поэма святого Иоанна Креста в 8 строфах по 5 строк в каждой повествует о пути души к мистическому единению с Богом. Путешествие называется «Темная ночь» отчасти потому, что темнота представляет собой тот факт, что пункт назначения — Бог — непознаваем, как в мистической классике 14 века «Облако Незнания»; обе части взяты из работ Псевдо-Дионисия Ареопагита в шестом веке. Далее, путь «сам по себе» непознаваем. Первый стих стихотворения (перевод Ларисы Винаровой):
В ночи неизреченной,

сжигаема любовью и тоскою —

о жребий мой блаженный! —

я вышла стороною,

когда мой дом исполнился покоя. 
— то есть тело и разум с их естественными заботами успокаиваются. В начале трактата «Темная ночь» («Declaración») св. Иоанн писал: «В этом первом стихе душа сообщает, каким образом она покидает свою привязанность от самого себя и от всего, умирающего из-за истинного умерщвления их всех и самого себя, чтобы достичь сладкой и восхитительной жизни с Богом».
«Темная ночь души» не относится к жизненным трудностям в целом,, хотя во фразе есть по понятным причинам ссылка на такие испытания. Ночи, которые переживает душа, — это два необходимых очищения на пути к Божественному единению: первое очищение касается чувственной или чувствительной части души, второе — духовной части («Восхождение на гору Кармель», гл. 1, 2). Такие очищения составляют первую из трех стадий мистического путешествия, за которыми следуют просветление и затем единение. Святой Иоанн фактически не использует термин «темная ночь души», а только «темная ночь» («noche oscura»).
В этой ночи есть несколько шагов, которые связаны в последовательных строфах стихотворения. Смысл стихотворения — радостный опыт движения к Богу. Единственный свет в этой темной ночи — это то, что горит в душе. И это ориентир более надежный, чем полуденное солнце: «Aquésta me guiaba, más cierto que la luz del mediodía». Этот свет ведет душу, занятую мистическим путешествием к Божественному единению.
«Восхождение на гору Кармель» разделено на три книги, отражающие две фазы темной ночи. Первый — это очищение чувств (оно называется «Активная ночь чувств»). Вторая и третья книги описывают более интенсивное очищение духа (под названием «Активная ночь духа»). «Темная ночь души» далее описывает десять ступеней по лестнице мистической любви, ранее описанных Святым Фомой Аквинским и частично Аристотелем.
Время и место сочинения неизвестны. Вероятно, стихотворение было написано между 1577 и 1579 годами. Было высказано предположение, что [кто?] поэма была написана, когда Иоанн находился в заключении в Толедо, хотя несколько явных заявлений на этот счет неубедительны.
Трактаты, написанные где-то между 1578 и 1585 годами, представляют собой комментарии к стихотворению, объясняющие его значение строка за строкой. Отец Лучинио дель СС. Сакраменто, который редактировал критическое издание (выпуск 5) с чрезвычайно подробными примечаниями Полного собрания сочинений Иоанна Креста из серии Biblioteca de Autores Cristianos, пишет, что «идея» ночи "для анализа сложной психологии души под очищающим влиянием благодати является наиболее оригинальным и плодотворным символическим творением доктрины мистического учения. . " «Восхождение» и «Темную ночь» следует рассматривать как образующие единое тело, как утверждает П. Лучинио, со ссылкой на Андреса де ла Инкарнасьона и П. Сильверио де Санта-Тереза. Обе работы остались незавершенными.

## В римско-католической духовности
Термин «темная ночь (души)» в римско-католической духовности описывает духовный кризис на пути к единению с Богом, подобный описанному св. Иоанном Креста.
Св. Тереза Младенца Иисуса, французская монахиня 19-го века и Учитель Церкви, писала о своем собственном опыте темной ночи. Её темная ночь проистекала из сомнений в существовании вечности, на которые она, тем не менее, не давала интеллектуального или волевого согласия, а превозмогала благодаря углублению её католической веры. Однако она мучительно страдала от этого длительного периода духовной тьмы, даже заявляя своим собратьям-монахиням: «Если бы вы только знали, в какую тьму я погрузилась…!»
Хотя этот духовный кризис обычно временный, он может длиться долго. «Темная ночь» святого Павла Креста в 18 веке длилась 45 лет, после чего он в конце концов выздоровел. Темная ночь Терезы Калькуттской, чье собственное имя в религии она выбрала в честь святой Терезы, «может быть самым обширным подобным случаем в истории», продолжавшимся с 1948 года почти до её смерти в 1997 году, лишь с краткими перерывами в облегчении, согласно её письмам.

## В популярной культуре
- Т. С. Элиот ссылается на «Темную ночь души» на протяжении всего своего «Четыре квартета»
- Эрнест Доусон намекает на «темную ночь души» в его стихотворении «Absinthia Taetra».
- Испанская певица Rosalía аранжировала версию стихотворения «Dark Night of the Soul» и выпустила его как сингл под названием «Aunque es de noche».[10]
- В его сборнике эссе 1945 года «The Crack-Up», Френсис Скотт Фицджеральд написал свою знаменитую фразу: «В настоящей темной ночи души всегда три часа ночи».
- В качестве комментария к поверхностности современной духовности автор и юморист Дуглас Адамс пародировал фразу в названии своего научно-фантастического романа 1988 года «Долгое темное чаепитие души».
- Английская электронная группа Depeche Mode дает четкую ссылку в «I Feel Loved», втором сингле с альбома. Exciter: «Это темная ночь моей души и искушение овладевает мной, но через боль и страдание, через душевную боль и трепет я чувствую себя любимым…».
- Альтернативная рок-группа Sparklehorse вместе с продюсером Danger Mouse и режиссёром и визуальным художником Дэвид Линч сотрудничали с рядом других артистов над аудиовизуальным проектом под названием «Опасная мышь и искрящийся конь: Темная ночь души».
- Moby и Mark Lanegan написали о Night of the Dark Soul в своей совместной песне под названием The Lonely Night, выпущенной на одиннадцатом студийном альбоме Моби «Innocents». Песня была перезаписана для альбома Моби Reprise, содержащего акустические и оркестровые аранжировки его старых работ.
- В видеоигре 2011 года Crysis 2 есть открываемое достижение / трофей под названием «Dark Night Of The Soul»,[11] ссылка на Одноименный альбом Danger Mouse и Sparklehorse.
- Фраза также использовалась в качестве названия песни несколькими другими группами и музыкальными исполнителями, включая Стив Белл, The Get Up Kids, Ulver, Mayhem и Shai Linne в «The Solus Christus Project».
- Канадская певица Лорина МакКеннитт положила стихотворение на музыку для своего альбома «Маска и зеркало».
- Композитор Ola Gjeilo написал хоровую постановку SATB в сопровождении фортепиано и струнного квартета продолжительностью четырнадцать минут с английским переводом стихотворения.[12]
- Певец и автор песен из Северной Ирландии Ван Моррисон пишет о «темной ночи души» в ряде своих песен, в том числе «Tore Down a la Rimbaud» на «A Sense of Wonder» и «Дай мне мое восхищение»
- В книге Алексея Зорина "Курьер. Темная ночь души" героиня проходит этот период [13]